# 朱敏 (政治人物)
朱敏（1912年—1981年），男，陕西榆林人，中华人民共和国政治人物，曾任中共宁夏省委副书记、书记、宁夏省军区政治委员，宁夏省政协副主席，第五届全国政协委员。